# Gittin (Mischnatraktat)
Gittin/גיטין (deutsch „Scheidebriefe“) ist ein Traktat der Mischna in der Ordnung Naschim („Frauen“).

## Name
Der Traktat trägt üblicherweise den Namen Gittin mit aramaisierendem, in den Mischnahandschriften Kaufmann und Parma hingegen mit hebraisierendem Plural von Get. Das Wort
 Get (גט) ist ein Lehnwort aus der akkadischen Sprache und bezeichnet allgemein ein Schriftdokument bzw. eine Urkunde. In spezifischer Weise ist im jüdischen Bereich damit der Scheidebrief gemeint.

## Inhalt
Der Traktat befasst sich im Wesentlichen mit den Rechtsvorschriften im Zusammenhang mit einem Scheidebrief. Fragen des Scheidungsrechtes selbst werden eher am Rande berührt. Im Einzelnen werden folgende Fragen behandelt:
- Welche Rechtsgültigkeit hat ein Scheidebrief, der aus dem Ausland eintrifft? (Kapitel 1&2)
- Aus welchem Material muss ein Scheidebrief beschaffen und wie muss er beschriftet sein? (c. 2)
- Wer ist befugt, einen Scheidebrief auszustellen bzw. zu überbringen? (c. 2&3)
- Wie ist der Wortlaut des Formulars für einen Scheidbrief zu gestalten? (c. 3)
- Welche Möglichkeiten gibt es, einen Scheidebrief (vor seiner Gültigkeit) zurückzunehmen? (c. 4&6)
- Wie ist bei eingeschränkter Rechtswahrnehmung der Beteiligten zu verfahren, z. B. im Falle einer Unzurechnungsfähigkeit (des Mannes)? (c. 7)
- Inwieweit sind bedingt ausgesprochene Scheidungen anzuwenden? (c. 7)
- Welche Rechtsfolgen haben ungültig vollzogene Scheidungen? (c. 8)
- Welche Rechtsfolgen für Personenstandsfragen haben vollzogene Scheidungen? (c. 8)
- Welche Möglichkeiten der Befreiung aus einer Ehe ergeben sich für die Frauen durch eine Scheidung? (c. 9)

Insbesondere die Kapitel 4 und 5 enthalten eine Reihe weiterer sozialer Bestimmungen, die mit dem eigentlichen Thema des Traktates nur in lockerer Verbindung stehen, dafür aber zahlreiche historische Hinweise auf die Zeit des Jüdischen Aufstandes bieten. Gründe für mögliche Scheidungen werden erst im letzten Kapitel benannt. Dabei vertritt die Schule Schammais die Regel, dass Ehen grundsätzlich nicht geschieden werden sollten, die Schule Hillels hingegen erleichtert die Möglichkeiten für Scheidungen.
Weitere Bestimmungen und ausschmückende Geschichten finden sich in der Tosefta sowie in der Gemara des eretz-jisra'elischen und des babylonischen Talmuds.

## Stellung im Seder
Der Traktat Gittin hat ebenso wie Nasir und Sota neun Kapitel, daher ist seine Stellung innerhalb der Ordnung schwankend: Die traditionellen Ausgaben führen ihn an sechster und vorletzter Stelle, während er in den Mischnahandschriften Kaufmann und Parma an vierter Stelle steht, in Handschrift Cambridge an fünfter Stelle. Lediglich in der Talmudhandschrift München scheint ein inhaltliches Ordnungsprinzip vorzuliegen: Hier wird der Traktat Qidduschin, der die Eheschließung behandelt, vorangestellt.